# Man on the Moon: The End of Day
Man on the Moon: The End of Day è il primo album in studio del rapper statunitense Kid Cudi, pubblicato il 15 settembre 2009 tramite GOOD, Universal Motown e Dream On. Il lavoro si configura come un concept album narrato dal collega rapper statunitense Common e segue il suo primo mixtape A Kid Named Cudi (2008), primo della trilogia "Man on the Moon". La produzione è affidata a figure di alto livello come Kanye West, Emile Haynie, Plain Pat e Jeff Bhasker, e collaboratori come Dot da Genius, Free School e The Kickdrums tra gli altri.
Dall'album sono stati estratti tre singoli che hanno ricevuto negli Stai Uniti dischi di platino e diamante: Day 'n' Nite, Make Her Say e Pursuit of Happiness. La promozione dell'album è avvenuta con un tour che ha visto anche la partecipazione di artisti come Asher Roth e Lady Gaga. Il lavoro ha ricevuto critiche generalmente positive che ne hanno apprezzato la composizione e l'approccio diverso dalla musica hip-hop. Oltre ad esser stato inserito nelle liste per miglior album dell'anno, Man on the Moon: The End of Day ha ricevuto 3 candidature ai Grammy Awards.
L'album ha debuttato al numero 4 della Billboard 200, vendendo 104.000 copie nella prima settimana negli Stati Uniti. È successivamente diventato 4 volte disco di platino dalla RIAA. Fuori dagli Stati Uniti, ha avuto meno successi commerciali, generalmente posizionandosi oltre la top 50 nelle classifiche di vendita. Nel 2020 Rolling Stone l'ha inserito alla posizione numero 459 nella lista dei I 500 migliori album.

## Retroscena
Secondo AllMusic, quando Kid Cudi ha annunciato il suo primo album è entrato nella categoria degli "album più anticipati". Prima che l'album fosse preso da GOOD e Universal Motown aveva lavorato con il suo mentore e collega Kanye West nel suo album del 2008 808s & Heartbreak, scrivendo 4 tracce per lui. Ha detto che senza il successo di quelle 4 tracce Man on the Moon: The End of Day non sarebbe stato preso da etichette importanti. Cudi è diventato protege e collaboratore di West, sperando che Man on the Moon: The End of Day avrebbe mostrato alle persone di avere una propria voce per farlo diventare famoso. L'originale titolo dell'album era "Man on the Moon: The Guardians" ma il sottotitolo è stato cambiato a "The End of Day" quando il comico Andy Kaufman gli ha fatto cambiare idea. Ha pianificato quest'album di essere primo di una trilogia, con l'edizione successiva che si chiamerà "The Ghost and the Machine".
Prima del successo di Day 'n' Nite, il rapper aveva detto che non avrebbe mai provato a mescolare la politica o cose scherzose con il suo contenuto lirico. Dopo aver realizzato il potere della sua voce ha deciso di realizzare canzoni importanti e uniche, concentrandosi sul messaggio, piuttosto che creare semplicemente musica insensata. Ha detto che il suo modus operandi era quello di "Hey, sto facendo queste canzoni dal suono fantastico e ci sono dei piccoli messaggi", ma c'era ancora se stesso. Sebbene Cudi avesse un messaggio in ogni traccia, scelse di evitare l'uso di testi densi, spiegando che non voleva scrivere materiale che non avrebbe effettivamente detto o utilizzato nella vita reale, aggiungendo che essere completamente fedele a se stesso era significativo per lui. "Non parlo come un fottuto nerd; parlo come un ragazzo normale", ha osservato.

Ha scritto "Day 'n' Nite" dopo la morte di suo zio. I due non si parlavano dopo che suo zio lo aveva costretto a lasciare la sua casa, prima che Cudi potesse trovare un'altra situazione di vita. Un Cudi amareggiato non gli ha mai chiesto scusa prima della sua morte, di cui ora si rammarica. Altre canzoni dell'album espandono i temi discussi in quel singolo. Nel 2007, Drake che è stato uno dei primi sostenitori di Cudi, aveva mostrato interesse nel fare un remix ufficiale della canzone con lui. Tuttavia, Cudi ha scelto di non farlo poiché non era interessato a lavorare con persone che si trovano nel suo "stesso regno creativo" e perché era nel bel mezzo della creazione delle sue opere. A partire dalla quarta elementare, e diventando più teso dopo la morte di suo padre quando aveva 11 anni, Cudi iniziò a sognare la propria morte (che di solito era un incidente automobilistico). Ha incanalato queste cose nel suo materiale. Parlando a BlackBook nel maggio 2009, Cudi ha parlato dell'album e del suo contenuto 

## Registrazione e produzione
Cudi ha registrato l'album dal 2007 al 2009. Man on the Moon: The End of Day è stato registrato in sessioni presso l'Avex Recording Studio di Honolulu, Hawaii, con registrazione aggiuntiva presso The Broski Room dei Chung King Studios di New York ed al Jim Henson e Record Plant ad Hollywood, California. Il 13 gennaio 2009, il produttore R&B americano Ryan Leslie ha pubblicato sul suo blog che era in studio con Cudi e ha pubblicato un video di 2 minuti in cui lavorano su una canzone. Dopo Cudi ha parlato a Pitchfork sulla produzione dell'album; ha menzionato produttori che stavano lavorando all'album come: Ratatat, Ryan Leslie, 88-Keys e The Alchemist. Rap-Up ha comfermato che stava in studio con i produttori Travis Barker e will.i.am. Mesi dopo, il rapper americano Pusha T ha parlato di come lui e suo fratello No Malice (entrambi del gruppo Clipse) avevano registrato insieme un brano inedito intitolato "Angels & Demons". Nel blog ufficiale di Cudi, ha annunciato tre funzionalità per l'album, gli artisti erano Kanye West, Common e Snoop Dogg. È arrivata anche la notizia che MGMT doveva apparire anche nell'album, con Common che avrebbe narrato tutto.
In un'intervista con Joe La Puma di Complex, il produttore esecutivo Emile Haynie ha spiegato il processo dell'album e il rapporto che aveva con Cudi prima dell'album:
Ha poi aggiunto:
Nella tracklist finale, le apparizioni degli ospiti contenevano Kanye West, Common, Billy Cravens, Ratatat, MGMT e Chip tha Ripper. Cudi ha commentato sul suo Twitter riguardo a Cravens che "il mondo non saprà mai... vuole mantenere la sua identità privata...", ha anche dato la notizia che i dischi di Clipse e Snoop Dogg non saranno sull'album, ma saranno comunque resi disponibili a tifosi in qualche modo.

## Musica e testo

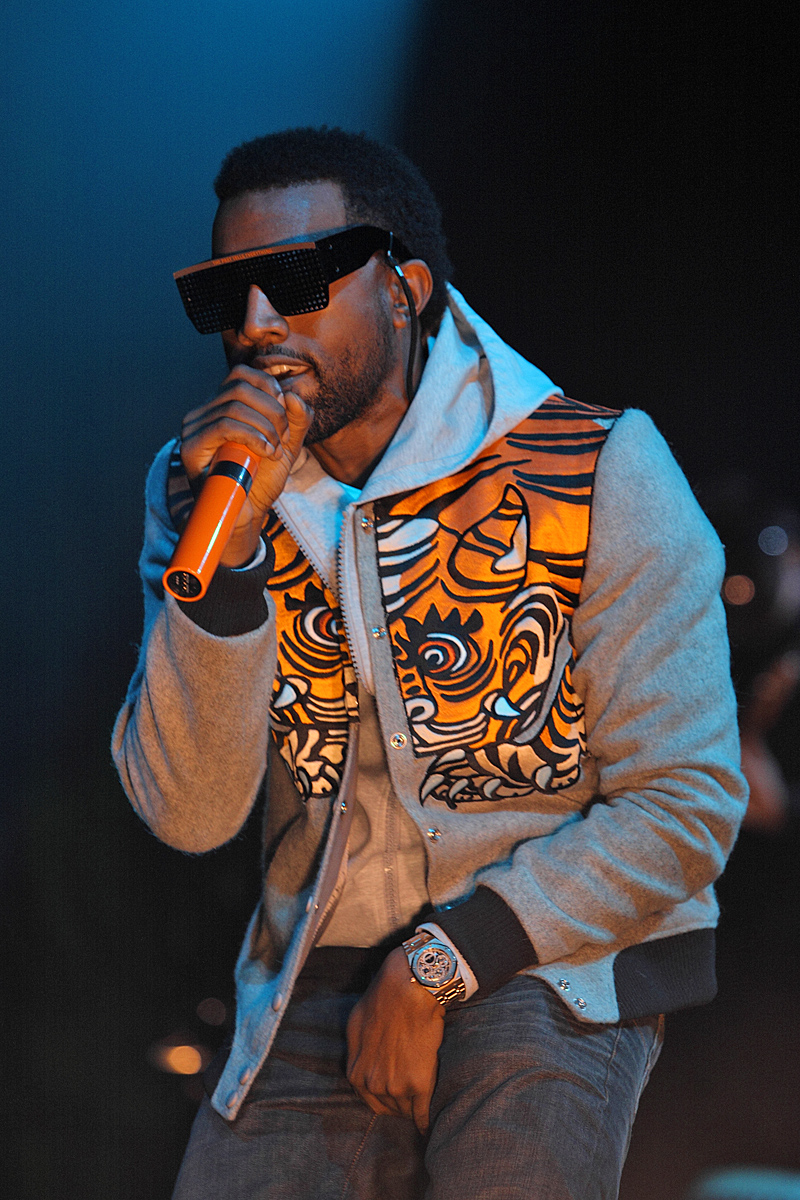
Kanye West ha prodotto esecutivamente l'album, ha co-scritto due canzoni ed è apparso in "Make Her Say".

Man on the Moon: The End of Day ha uno spazio esterno, un'estetica futuristica simile a 808 e Heartbreak. Principalmente un album che piega il genere, ha una produzione spaziale e atmosferica che fonde stili psychedelia, indie pop, Rhythm and blues, electronica e Rock. La musica è caratterizzata da trame sintetiche, melodie contagiose, arrangiamenti sparsi, strutture sperimentali e ritmi lussureggianti. Gli elementi dell'album contengono tastiere tremanti, sintetizzatori meditabondi, batteria sincopata, archi sinistri e pianoforti leggeri.
L'album ha ricevuto paragoni positivi nella produzione con l'album di West del 2008. Jeff Giles di Pop Dose ha dichiarato: "È fondamentalmente un cugino leggermente più espansivo dal punto di vista sonoro, solo Cudi non deve fare affidamento sugli imbrogli di Auto-Tune per far capire il suo punto di vista." Aaron Williams di Uproxx ha affermato che "Le idee che Kanye gli ha dato il primo spazio per esplorare in quel progetto alla fine sono culminate in concetti simili, più pienamente concretizzati". Lo scrittore di HotNewHipHop Luke Hinz ha commentato "La natura astratta della sua musica non è condiscendente o isolante; invece, è profondamente personale e genuina nel suo focus. È l'incarnazione di tutto ciò che lo rende così unico". La voce di Cudi nell'album è caratterizzata da un crooning, canto stonato, canticchiando, voce baritona, cadenza poetica, ed un flow senza fretta.
Dal punto di vista dei testi, Man on the Moon ha temi oscuri e introspettivi sulla depressione, ansia e solitudine. Tocca anche questioni familiari, alcolismo, sesso, paranoia e fama. Un concept album, Man on the Moon: The End of Day è una serie di brani autobiografici di materiale cupo e lunatico suddiviso in cinque atti che circondano "Day 'n' Nite" con un racconto arcano. Un recensore ha riassunto la storia in questo modo: "[un] ragazzo solitario siede nella sua stanza e sogna il successo. Usa droghe per calmare le sue paure e respingere i terrori notturni. Alla fine viene riconosciuto come la star che ha sempre saputo di essere, e vive una vita da superstar... o forse sta ancora sognando quella fase della sua vita, e noi stiamo solo vedendo come suonano i suoi sogni." Secondo Cudi, dovevano essere aggiunte canzoni più vivaci in modo che gli ascoltatori non si sentissero come se stessero ascoltando un "album da tagliarsi i polsi" È stato osservato da un recensore che in Man on the Moon: The End of Day, Cudi non rappa né canta, ma va "sconcertante attraverso una terza via: una sorta di discorso sciolto e confuso melodico". 
I collaboratori musicali includevano Kanye West, Ratatat e MGMT, tra gli altri, e il disco è narrato da Common.
Le prime due canzoni dell'album sono un'introduzione al rapper e a ciò che sta facendo. C'è un cupo monologo interiore sul successo, sulla sua mancanza e sui conflitti interiori di Cudi, in cui accoglie gli ascoltatori dicendo che sono nei suoi sogni. "Soundtrack 2 My Life" è la vibrante apertura al mondo dei sogni di Cudi, mentre rappa sull'etica del lavoro di sua madre, sulla morte di suo padre e sulla successiva depressione che lo ha consumato. È un preludio di ciò che verrà: il dolore, la perdita, i sentimenti di insignificanza e l'introspezione sconfinata. I suoi testi nella traccia contengono vari riferimenti musicali e alla cultura popolare, inclusi quelli alla canzone "99 Problems", del rapper Jay-Z, il mentore Kanye West, la sitcom degli anni 80 Baby Sitter, l'album dei Pink Floyd The Dark Side of the Moon ed il film The Sixth Sense - Il sesto senso. La terza traccia "Simple As", che fa parte della seconda metà dell'introduzione, ha uno stile spaziale, dovuto in parte al campione del gruppo Orchestral Manoeuvres in the Dark, e mostra la disponibilità del rapper a sperimentare.
Dopo l'introduzione iniziale di tre tracce, c'è un'altra sezione di tre canzoni di Man on the Moon: The End of Day in cui Cudi è confinato nel suo mondo solitario. Come il suo stato attuale, la musica è opportunamente oscura. Questo capitolo dell'album è dedicato alla marijuana, mentre nella parte successiva il rapper si dedica alle sostanze psichedeliche. I riferimenti a entrambi i farmaci sono abbondanti in tutto il disco, ma la parte di quest'ultimo porta "la qualità di cieco al mondo del primo". Sono tracce interne, dove lo stato d'essere della mente di Cudi è l'argomento in questione.  "Solo Dolo" incorpora un campione di "The Traitor" della Menahan Street Band. 
I suoi testi sono uno sguardo agli incubi più oscuri di Cudi: essere solo e incapace di scappare a causa di decisioni sbagliate. Caratterizzato da archi inquietanti, è un vivido esame horror di un capitolo particolarmente cupo della sua vita. "My World" contiene un campione di "All What I Have" di Le Système Crapoutchik, il testo parla della sua insicurezza superata dal suo successo e dalla voglia di essere un uomo.
"Day 'n' Nite" è il punto di svolta dell'album, dove si passa dal tema squallido della solitudine alla vitalità. "Sky Might Fall", prodotto dal suo mentore West, descrive in dettaglio come Cudi sia in grado di affrontare i problemi e continui nella sua ricerca della felicità. Tra le canzoni più brillanti ci sono "Enter Galactic (Love Connection Part 1)", un "inno disco trippy" che si ispira a quando lui e un'amica mangiavano funghi e ascoltavano insieme la musica dei Postal Service. "Alive" ruota attorno al modo in cui Cudi si ritrova veramente durante la notte e sembra trasformarsi in una versione più vera di se stesso. "Make Her Say" include un campione del grande successo del 2009 della cantante pop Lady Gaga "Poker Face" e contiene versi da West e Common. Prende il monello centrale birichino e malizioso di Gaga e lo trasforma in un riferimento al sesso orale non raffinato che lo rende un "singolo iper-orecchiabile e lungimirante". Canalizza André 3000 in "Cudi Zone" "Pursuit of Happiness" è un malinconico ritorno all'autoesame dal punto di vista di un tossicodipendente alla ricerca del prossimo successo. La felicità della pista è fugace, confinata nei limiti di ogni altezza; è uno sguardo su una ricerca che apparentemente non avrà mai fine. Cudi capisce che la felicità di ogni dipendenza è solo temporanea e in definitiva insoddisfacente, ma non riesce a liberarsi dal ciclo che sembra sempre finire con un fallimento. La chiusura dell'album è "Up Up and Away", un inno di evasione dalla droga in cui Cudi mette gli occhi sui "pensieri felici" che gli permettono di volare come Peter Pan. È "perfettamente in pace" e contento di "andare un po' più in alto" nel tentativo di eludere ulteriormente i pensieri preoccupanti che gli attraversano la mente. La sua consapevolezza che le persone lo giudicheranno a prescindere e che potrebbe anche fare quello che vuole è una conclusione promettente; sembra anche suggerire che il viaggio emotivo sulle montagne russe che ha sognato sia solo all'inizio. A differenza del tema comune di altri brani musicali, l'uso delle droghe come via di fuga da realtà spiacevoli, questo, tuttavia, riguarda la liberazione dalla dura realtà della mente e del cuore di qualcuno.

## Promozione

### Singoli

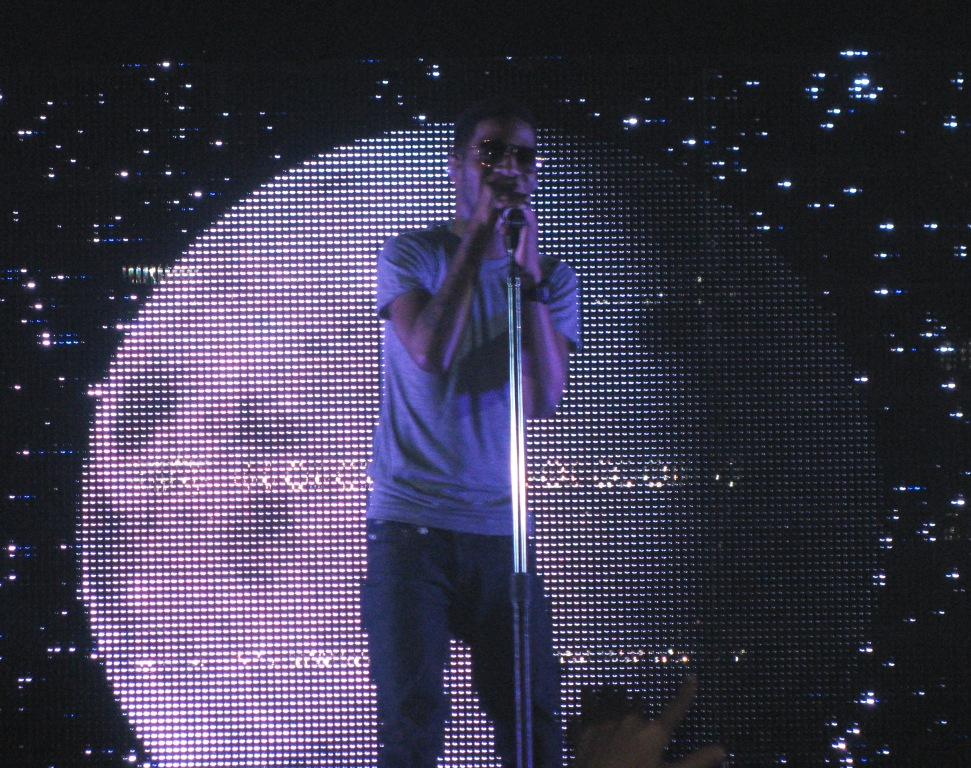
Cudi esegue le canzoni di Man on the Moon: The End of Day nell'agosto 2009.

La prima traccia dell'album ad essere pubblicata come singolo è stata "Day 'n' Nite" che è stata un successo commerciale, quando ha debuttato al numero 88 e ha raggiunto il numero cinque nella Billboard Hot 100, diventando la canzone di Cudi più alta nelle classifiche in quella classifica. Raggiungendo il suo picco più alto al numero due sia nelle classifiche del Regno Unito che in quelle del Belgio, "Day 'n' Nite" ha anche trovato le sue posizioni di punta nella top ten delle classifiche dei singoli francesi, oltre a classificarsi nelle prime venti posizioni in quella irlandese, Classifiche tedesche e australiane. è stato certificato platino dalla RIAA per download digitali a pagamento di oltre un milione di copie negli Stati Uniti nel luglio 2009. Sebbene Cudi fosse grato per l'opportunità di realizzare un video per "Day 'n' Nite" e ne apprezzasse il concetto generale, era deluso dal fatto che la maggior parte delle sue idee fossero state ignorate e tagliate dal video. Quando ha visto il video per la prima volta, afferma di aver fornito un feedback in merito, ma è stato ignorato. Il rapper ha quindi deciso di realizzare un altro video per il brano, diretto dall'artista e regista francese So Me.
Nonostante Cudi abbia annunciato l'intenzione di pubblicare "Sky Might Fall", poiché il secondo singolo di Man on the Moon: The End of Days, è stato invece scelto "Make Her Say". Rispetto al suo singolo precedente, "Make Her Say" ha avuto meno successo nelle classifiche musicali, con la sua posizione di picco più alta al numero 18 nella Belgium Singles Chart. Il video musicale del brano è stato diretto da Nez Khammal e utilizza un effetto schermo diviso per creare l'illusione che i tre artisti (Cudi, Kanye West e Common) siano stati tutti filmati nella stessa location. In realtà, avevano girato le loro scene individuali sulle coste opposte degli Stati Uniti; Common e Cudi sono stati girati a New York City mentre West è stato girato a Los Angeles. Il terzo e ultimo singolo ad essere pubblicato da Man on the Moon: The End of Day è stato "Pursuit of Happiness" il 25 gennaio 2010. "Pursuit of Happiness" è riuscito a classificarsi al numero 59 della Billboard Hot 100, con il suo punteggio più alto. la posizione di punta è al numero 41 della classifica australiana dei singoli.

### Tour

Cudi (a destra) si esibisce con Gaga (al centro) nel suo The Monster Ball Tour nel novembre 2009.

Inizialmente Cudi dichiarò che sarebbe "rimasto basso fino all'uscita del suo album per evitare clamori inutili. Nonostante questa affermazione, è andato in tournée con il rapper Asher Roth tra luglio e agosto 2009. Ha eseguito tutti i singoli dell'album all'Ulalume Music Festival del Maryland nell'ottobre 2009. Nel 2009, il rapper è stato anche in tournée con la cantante Lady Gaga come atto di apertura durante la prima tappa del suo The Monster Ball Tour in Nord America, dove ha eseguito il brano "Make Her Say". Meno di un mese dopo, e dopo un alterco con un membro del pubblico a Vancouver, è stato annunciato che, a causa di conflitti di tempo, Cudi ha scelto di lasciare il tour. In una sua dichiarazione ufficiale si legge: "Kid Cudi ha deciso di prendersi un congedo anticipato dal tour Monster Ball di Lady Gaga, al fine di bilanciare il suo programma relativo alla registrazione del suo prossimo album e agli impegni di recitazione. Cudi non vuole deludere i suoi fan e andrà avanti con le date dei suoi spettacoli individuali a dicembre e per tutto il mese di gennaio." Tuttavia, nel numero di ottobre/novembre di Complex, il rapper ha affermato di essere stato espulso dal tour, commentando "mi espellerà dal tour perché non voleva quel tipo di energia negativa ai suoi spettacoli? Parola? Non l'ho mai fatto". niente a quella ragazza".

## Critica
| Recensione           | Giudizio |
| -------------------- | -------- |
| Allmusic             |          |
| The A.V. Club        | B        |
| Chicago Tribune      |          |
| Entertainment Weekly | A-       |
| Los Angeles Times    |          |
| AnyDecentMusic?      | 6.5/10   |
| Metacritic           | 71/100   |
| Pitchfork            | 4.1/10   |
| PopMatters           | 7/10     |
| Q                    |          |
| Rolling Stone        |          |
| Slant Magazine       |          |

Man on the Moon: The End of Day ha ricevuto recensioni generalmente positive. Su Metacritic che assegna un punteggio normalizzato su 100 alle recensioni di pubblicazioni professionali, l'album ha ricevuto un punteggio medio di 71, sulla base di 15 recensioni. L'aggregatore AnyDecentMusic? ha dato 6,5 su 10, in base alla loro valutazione del consenso critico.
The Boston Globe ha elogiato la qualità sperimentale dell'album: "È spaziale, avventuroso e ridicolmente intrigante se non altro perché è così diverso". Complimentandosi con il "personaggio introspettivo, l'orecchio per la melodia e il gusto eclettico per i ritmi" di Cudi, il critico musicale di Entertainment Weekly Simon Vozick-Levinson lo ha definito "un nuovo arrivato che rappresenta davvero una nuova fase promettente nell'evoluzione del genere". David Jeffries di AllMusic lo ha definito "un ricercatore di anime [che] potrebbe richiedere più pazienza del tuo debutto quotidiano", ma "perfeziona il futuristico hip-hop cupo che Kanye aveva proposto un anno prima, e premia l'ascoltatore con ogni ritorno fuori di testa". Greg Kot, scrivendo sul Chicago Tribune, credeva che l'album avesse il potenziale per far girare la testa e "sconvolgere le classifiche". Paul Schrodt di Slant Magazine ha scritto che l'album tenta di essere "sia una piattaforma pop più grande che una credibilità indipendente", e ha ritenuto che i versi di Cudi "sono troppo belli per essere ignorati" a patto di non prenderli troppo sul serio. Ann Power del Los Angeles Times ha definito Man on the Moon un "rilascio eccezionale" nonostante "la voce di Cudi". Michael Menachem della rivista Billboard ha detto che l'album è "tutt'altro che una registrazione hip-hop tradizionale" e che la "consegna di Cudi è sicura in modo poetico e artistico". David Bevan di The A.V. Club ha detto che, nonostante il suo riempitivo, "lo spesso strato di aperto e intenso disprezzo di sé di Cudi è un modo intelligente di unificare Man on the Moon come puro pezzo d'atmosfera, un viaggio pop nel flusso di coscienza che è più Phil Collins che rap"
In una recensione mista, Jody Rosen di Rolling Stone è rimasto colpito dalla sua musica, ma ha trovato il rap di Cudi "pedonale". Ian Cohen di Pitchfork ha dato all'album una recensione negativa, trovando frustrante che l'album sembrasse un'opportunità fallita piuttosto che un "fallimento". Ha inoltre scritto che Cudi in gran parte imbratta i suoi versi con un "gorgheggio piatto" che viene recuperato da Auto-Tune, che secondo lui sarebbe "abbastanza insensibile di per sé" se non fosse stato per il frequente "testo terribilmente sottoscritto a farti sobbalzare" forti fitte di imbarazzo." In una recensione ampiamente contrastante, Jon Caramanica di The New York Times ha espresso il suo stupore per l'onestà emotiva insita nella scrittura di Cudi, ma ha sentito che la sua performance vocale contenuta ha diminuito la sua presenza nell'album, scrivendo che l'album "è un colossale e sconcertante, un'occasione mancata, fuorviante se in realtà è guidata." Citando i brani "Solo Dolo" e "Cudi Zone" come la performance vocale più "piacevolmente inquietante" e intricata di Cudi, nella sua visione generale dell'album, Caramanica ha scritto che il resto dell'album manca di quella vivacità e spinta, riducendo Cudi a una "nulla gassosa".

## Riconoscimenti
Man on the Moon: The End of Day è stato nominato miglior album hip hop del 2009 da Entertainment Weekly e definito uno dei migliori album di debutto dell'anno. Grazie alla sua "traccia chiave", "Day 'n' Nite", Cudi è stata anche una delle cinque star emergenti dell'anno. Definendolo un "album meravigliosamente strano", James Montgomery di MTV ha elencato Man on the Moon: The End of Day come il diciannovesimo dei venti migliori album del 2009. Montgomery ha scritto che le collaborazioni dell'album, la narrazione di Commons e la sua narrazione dettagliata come alcuni delle ragioni della sua inclusione nel suo elenco. L'album è stato anche il miglior album di Complex nel 2009. Prima della sua uscita ufficiale come singolo, "Pursuit of Happiness" era elencato come il numero 15 nella lista di Montgomery delle "migliori canzoni del 2009 e "Day 'n' Nite" è stata classificata al numero 15 nella lista delle "migliori 25 canzoni del 2009" di Rolling Stone. Due singoli di Man on the Moon: The End of Day sono stati nominati per i premi ai Grammy Awards 2010. "Day 'n' Nite" è stato nominato per la migliore canzone rap e la migliore performance rap solista, mentre "Make Her Say" è stato anche nominato per la migliore performance rap da una categoria Duo o Gruppo. Il singolo principale è stato anche nominato per due BET Hip Hop Awards ed un Urban Music Award Il "Crookers Remix" di "Day 'n' Night" è valso a Cudi il suo primo e unico Beatport Music Award. Nell'ottobre 2013, Complex lo ha nominato il quinto miglior album hip hop degli ultimi cinque anni. Nel 2020, Rolling Stone ha classificato Man on the Moon: The End of Day come il 459º album nella lista dei 500 migliori album di tutti i tempi.

## Prestazione commerciale
Nella settimana terminata il 23 settembre 2009, Man on the Moon: The End of Day ha debuttato al numero quattro della Billboard 200 degli Stati Uniti, vendendo 104.000 copie nella prima settimana di uscita, classificandosi dietro a The Blueprint 3 di Jay-Z, I Look to You di Whitney Houston e The Resistance dei Muse. Nella classifica di fine anno 2009 della Billboard 200, l'album era al numero 157. Non è riuscito a superare le sue posizioni in quelle classifiche e in seguito sarebbe stato superato dal suo prossimo album in studio, Man on the Moon II: The Legend of Mr. Rager (2010). Man on the Moon: The End of Day ha anche raggiunto il picco nelle prime dieci posizioni dei Top R&B/Hip-Hop Albums degli Stati Uniti.
Nelle classifiche francesi Man on the Moon: The End of Day ha debuttato al numero 56, e ancora una volta non ha superato questa posizione. Dopo essere rimasto in classifica per cinque settimane consecutive, nell'ottobre 2009 è uscito dalle prime duecento posizioni. L'album ha ritrovato il suo apice anche al numero 56 nella classifica svizzera degli album. In Australia, nella settimana iniziata il 28 settembre 2009, l'album ha raggiunto il picco di 85 nelle classifiche ARIA. Al 22 aprile 2016, l'album ha venduto 860.000 copie negli Stati Uniti. Il 15 dicembre 2022, Man on the Moon: The End of Day è stato certificato quattro volte disco di platino dalla Recording Industry Association of America (RIAA) per vendite combinate, streaming e vendite di brani equivalenti a quattro milioni di unità.

## Eredità ed influenza
L'influenza Di Man on The Moon:The End of Day continua a farsi sentire sia nell'hip hop che nella cultura popolare. Numerose pubblicazioni hanno citato Man on the Moon: The End of Day come avente un'influenza significativa sulla successiva musica hip hop, ed è stato descritto come un "classico". Travis Scott, Kyle, Logic, Isaiah Rashad, Raury, e Lil Yachty hanno tutti citato Kid Cudi e l'album come influenti sulla loro musica. Il mixtape di Travis Scott del 2013 Owl Pharaoh è stato paragonato a Man on the Moon: The End of Day e considerato stilisticamente influenzato dall'album.

## Tracce
Act I - The End of Day
1. In My Dreams (Cudder Anthem) – 3:19 (Scott Mescudi, Emile Haynie)
2. Soundtrack 2 My Life – 3:55 (Scott Mescudi)
3. Simple As... – 2:31 (Scott Mescudi, Patrick Reynolds, Andy McCluskey, Paul Humphreys)

Act II - Rise of the Night Terrors
1. Solo Dolo (Nightmare) – 4:25 (Scott Mescudi, Thomas Brenneck, Dave Guy, Leon Michels)
2. Heart of a Lion (Kid Cudi Theme Music) – 4:21 (Scott Mescudi, Jean Baptiste, Michael McHenry)
3. My World (feat. Billy Cravens) – 4:03 (Scott Mescudi, Patrick Reynolds, Jeff Bhasker, Claude Puterflam, Christian Padovan, Gerard Kawczynski)

Act III - Taking a Trip
1. Day 'n' Nite (Nightmare) – 3:41 (Scott Mescudi, Oladipo Omishore)
2. Sky Might Fall – 3:40 (Scott Mescudi, Kanye West)
3. Enter Galactic (Love Connection Part I) – 4:20 (Scott Mescudi, Matt Friedman)

Act IV - Stuck
1. Alive (Nightmare) (feat. Ratatat) – 4:06 (Scott Mescudi, Evan Mast, Mike Stroud)
2. Cudi Zone – 4:19 (Scott Mescudi, Emile Haynie)
3. Make Her Say (feat. Kanye West & Common) – 3:36 (Scott Mescudi, Kanye West, Lonnie Lynn, Stefani Germanotta, Nadir Khayat, Rasheed Faheem, Nathan Walker, Breyon Prescott, Christopher Henderson, Brandon Melancon, James Brown, John Conte, Jr., Terius Nash, Jamie Foxx)
4. Pursuit of Happiness (Nightmare) (feat. MGMT & Ratatat) – 4:55 (Scott Mescudi, Evan Mast, Mike Stroud)

Act V - A New Beginning
1. Hyyerr (feat. Chip tha Ripper) – 3:32 (Scott Mescudi, Christian Kalla, Charles Worth, Kenneth Gamble, Leon Huff)
2. Up Up & Away (The Wake & Bake Song) – 3:47 (Scott Mescudi, Jean Baptiste, Michael McHenry, Alain Whyte)

Tracce aggiunte nella versione Deluxe
1. Man on the Moon (The Anthem) – 3:27 (Scott Mescudi, Nosaj Thing)
2. T.G.I.F. (feat. Chip tha Ripper) – 2:23 (Scott Mescudi, Charles Worth, Alex Fitts, Matt Pentilla)
3. Is There Any Love? (feat. Wale) – 3:31 (Scott Mescudi, Emile Haynie, Trevor Dandy, Mark Hasselbach, Paul Zaza, Olubowale Akintimehin)

## Classifiche

### Classifiche settimanali
| Classifiche (2009-2016) | Posizione massima |
| ----------------------- | ----------------- |
| Australia               | 85                |
| Canada                  | 11                |
| Francia                 | 56                |
| Germania                | 90                |
| Regno Unito R&B         | 15                |
| Stati Uniti             | 4                 |
| Stati Uniti R&B         | 5                 |
| Svizzera                | 56                |

### Classifiche di fine anno
| Classifica (2009) | Posizione |
| ----------------- | --------- |
| Stati Uniti       | 157       |
| Stati Uniti R&B   | 74        |
| Classifica (2010) | Posizione |
| Stati Uniti       | 127       |
| Stati Uniti R&B   | 33        |
| Classifica (2011) | Posizione |
| Stati Uniti R&B   | 70        |
| Classifica (2020) | Posizione |
| Stati Uniti       | 186       |
| Classifica (2021) | Posizione |
| Stati Uniti       | 106       |
| Classifica (2022) | Posizione |
| Stati Uniti       | 90        |
| Stati Uniti R&B   | 76        |
| Classifica (2023) | Posizione |
| Stati Uniti       | 143       |